# تراوه (آب‌شناسی)

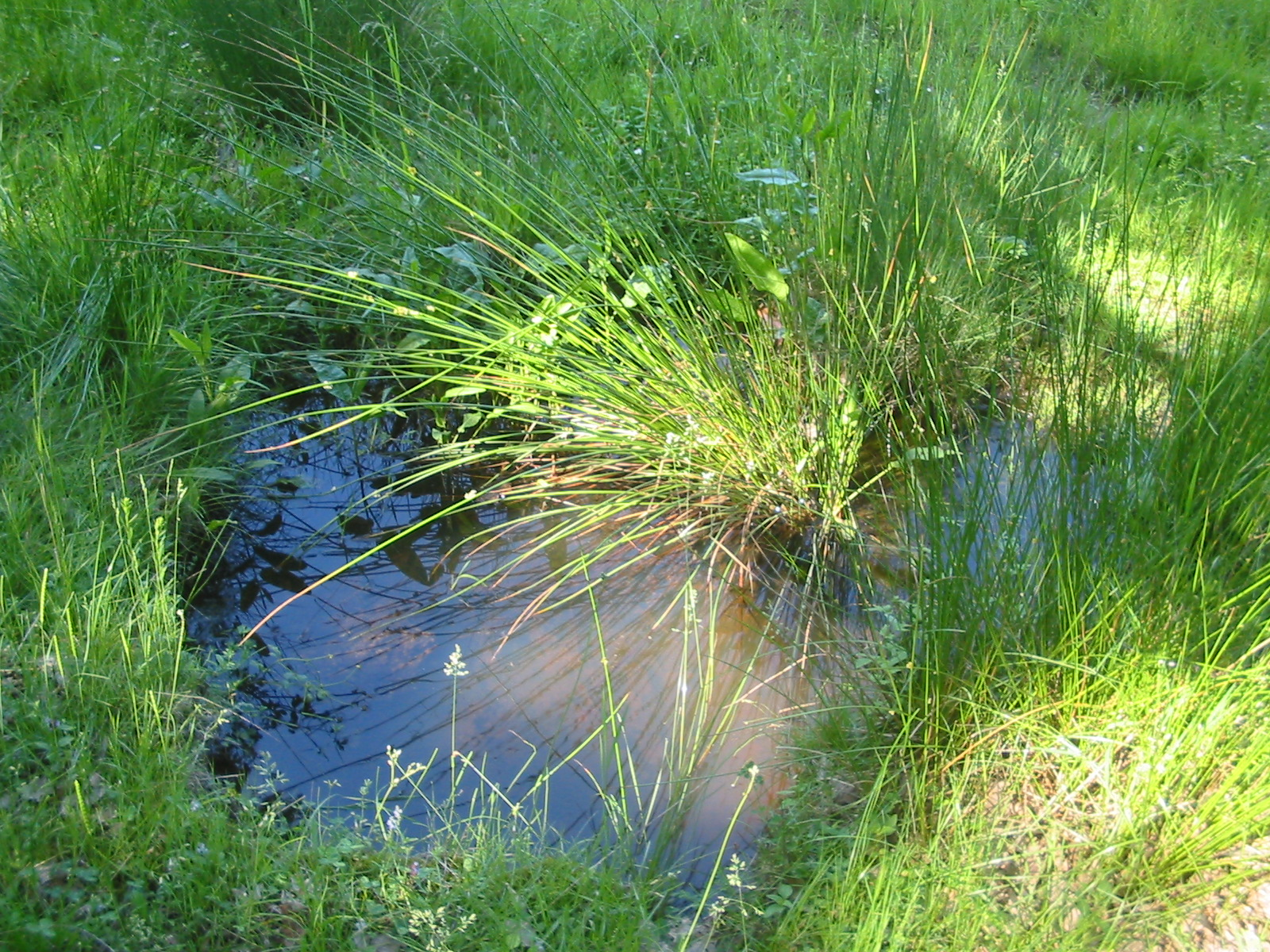
چاله آب‌تراوه در پاک‌تراشی جنگل

آب‌تراوه  یا چاله آب‌تراوه (به انگلیسی: Seep) یا آب‌چاله (flush) مکانی نمناک یا خیس است که در آن آب، معمولاً آب‌های زیرزمینی، از یک آبخوان زیرزمینی به سطح زمین می‌رسد.
آب‌تراوه‌ها اغلب یک گودال را تشکیل می‌دهند و برای حیات وحش کوچک، پرندگان و پروانه‌ها و نیازهای رطوبتی مهم هستند. بسیاری از گونه‌های پروانه (پروانه‌سانان) هنگامی که گل‌ورزی می‌کنند، می‌توانند مواد مغذی مانند نمک‌ها و اسیدهای آمینه، از جمله برخی از انواعی که گونه‌های بومی در خطر انقراض هستند، به دست آورند.

## فناوری محیطی
تراوه اغلب در علوم زیست‌محیطی برای تعریف یک منطقه تخلیه (منطقه تراوش) استفاده می‌شود که در آن آب آلوده، به عنوان مثال، از دفن زباله، یک منطقه سیستم زباله را ترک می‌کند.
تراوش‌ها اغلب منابع آبی کوچک‌تر حیات وحش هستند و با پوشش گیاهی رودخانه‌ای پایین‌تر مشخص می‌شوند.

## سیستم شارژ دوباره جریان
آب‌تراوه‌ها همچنین می‌توانند به جویبارها کمک کند. اگر جریانی در زیر یک سطح آب جاری باشد، جریان از طریق نشت از آب زیرزمینی کمک دریافت می‌کند. این عمل اجازه می‌دهد تا زهکشی آب زیرزمینی همراه با ایجاد یک جریان قابل توجه‌تر برای جریان انجام شود. تراوه می‌تواند به‌ویژه در دوره‌ای از منطقه‌ای مؤثر باشد که باران کمتری می‌بارد و در آن تراوه می‌تواند جریان را با افزودن آب از آب‌های زیرزمینی طولانی‌تر کند.